# Helipuerto de Cee

i8
i11
i13
Der  Helipuerto de Cee ist ein Hubschrauberlandeplatz im Küstengebiet der spanischen Provinz A Coruña in der Autonomen Region Galicien.
Der Heliport im Hafen von Cee wurde im Jahr 2008 auf Initiative der Regierung von Galicien erbaut, um die Bereitschaft der Küstenwache Servicio de Guardacostas de Galicia zu verbessern. Der Heliport besteht aus dem Landefeld, Rollbahnen zum Hangar und Tankstelle sowie Service- und Bereitschaftsräume. Die überbaute Fläche beträgt rund 9000 m² und entspricht der ICAO-Brandschutzkategorien Heliport Klasse H3 für Hubschrauber mit einem Rotorkreisdurchmesser von max. 35 Metern nach ICAO Annex 14 Volume II.
Eigentümer und Betreiber ist die Sociedad de Salvamento y Seguridad Marítima. Am Helipuerto de Cee  ist der Rettungshubschrauber "Helimer 211" vom Typ AgustaWestland AW139 stationiert der 24 Stunden in Einsatzbereitschaft gehalten wird.